# 16759 Фуруяма
16759 Фуруяма (16759 Furuyama) — астероїд головного поясу, відкритий 10 жовтня 1996 року.
Тіссеранів параметр щодо Юпітера — 3,326.